# إيرني جاكسون
إيرني جاكسون (بالإنجليزية: Ernie Jackson)‏ هو لاعب كرة قدم أمريكية أمريكي، ولد في 11 أبريل 1950 في هوبكينز ‏ في الولايات المتحدة.

## وصلات خارجية
- إيرني جاكسون على موقع مرجع كرة القدم المحترفة.كوم (الإنجليزية)
- إيرني جاكسون على موقع كلية كرة القدم في سبورتس رفرنس.كوم (الإنجليزية)